# سان خوسيه ديل مونتي
سان خوسيه ديل مونتي (بالإنجليزية: City of San Jose del Monte )‏ هي مدينة في الفلبين، تتبع بولاكان، بلغ عدد سكانها 574٬089  نسمة، في 2015، تبلغ مساحتها 105٫53 كيلومتر مربع، رمزها البريدي هو 3023، و3024.

## الموقع
تشترك في الحدود مع:
- Santa Maria, Bulacan [الإنجليزية]‏
- Marilao [الإنجليزية]‏
- كالوكان
- Norzagaray [الإنجليزية]‏
- رودريغيز
- كيزون.

## التقسيمات الإدارية
- Ciudad Real, San Jose del Monte [الإنجليزية]‏.